# Wasilij Wołodin
Wasilij Matwiejewicz Wołodin, ros. Василий Матвеевич Володин (ur. 11 stycznia?/24 stycznia 1917 w Pobiedince k. Skopina, zm. 21 lipca 1944 pod Lwowem) – oficer Armii Czerwonej (starszy porucznik), dowódca oddziału partyzantki radzieckiej, uczestnik bitwy pod Wojdą.

## Życiorys
Służbę w Armii Czerwonej rozpoczął w 1938 roku. W 1941 roku ukończył oficerską szkołę piechoty. Po niemieckim  ataku na Związek Radziecki w stopniu podporucznika został skierowany na front. W trakcie walk dostał się do niemieckiej niewoli. W 1942 roku przetrzymywany był w obozie w Chełmie Lubelskim. W czasie tzw. marszu śmierci udało mu się uciec. Z pomocą ludności polskiej dotarł do lasów Ordynacji Zamojskich gdzie spotkał innych zbiegłych jeńców. Zorganizował z nich oddział, dla którego uzyskał broń dzięki polskim chłopom, którzy wskazali mu miejsca gdzie w 1939 roku żołnierze Armii Kraków zakopali broń aby nie padła łupem armii niemieckiej. 
Dowodzony przez niego oddział nosił imię Mykoły Szczorsa, liczył ponad 30 partyzantów i dokonywał głównie aktów dywersyjnych. Walczył też wspólnie z oddziałami Batalionów Chłopskich dowodzonymi przez por. Jerzego Mary-Meyera przeciw żandarmom niemieckim pacyfikującym polskie wioski. Do starć zbrojnych doszło pod Kosobudami i Wojdą.
W 1943 roku, po nawiązaniu przez Wołodina kontakt z Gwardią Ludową utworzona została Grupa Operacyjna im. Tadeusza Kościuszki. Grupa zajmowała się niszczeniem niemieckich linii komunikacyjnych i walką z ekspedycjami karnymi na Zamojszczyźnie. Następnie prowadził działalność partyzancką na terenie Zachodniej Ukrainy dowodząc batalionem ze zgrupowania partyzanckiego gen. Aleksieja Fiodorowa. Po dotarciu Armii Czerwonej na Ukrainę powierzono mu dowództwo kompanii w 172 Dywizji Piechoty. Poległ w walkach z armią niemiecką 21 lipca 1944 roku w rejonie Lwowa.